# Gouvernement Lamrani V
Monarchie constitutionnelle
Laraki Lamrani VI
Le gouvernement Lamrani V est le vingtième gouvernement du Maroc depuis son indépendance en 1955 et le cinquième du premier ministre Mohamed Karim Lamrani, il est formé le 11 août 1992 et dissous le 9 novembre 1993.

## Composition
| Fonction                                                                                    | Nom                            |
| ------------------------------------------------------------------------------------------- | ------------------------------ |
| Premier ministre                                                                            | Mohamed Karim Lamrani          |
| Ministre d’Etat                                                                             | Moulay Ahmed Alaoui            |
| Ministre d’Etat chargé des Affaires étrangères et de la Coopération                         | Abdellatif Filali              |
| Ministre de la justice                                                                      | Moulay Mustapha Belarbi Alaoui |
| Ministre de l’Intérieur et de l’Information                                                 | Driss Basri                    |
| Ministre de la Santé publique                                                               | Abderrahim Harouchi            |
| Ministre des Finances                                                                       | Mohamed Berrada                |
| Ministre de l’Education nationale                                                           | Taieb Chkili                   |
| Ministre de la Pêche maritime et de la Marine marchande                                     | Bensalem Smili                 |
| Secrétaire général du gouvernement                                                          | Abbas Kaïssi                   |
| Ministre des Travaux publics, de la Formation professionnelle et de la Formation des cadres | Mohammed Kabbaj                |
| Ministre des Transports                                                                     | Rachidi Ghezouani              |
| Ministre des Postes et des Télécommunications                                               | Abdeslam Ahizoune              |
| Ministre de l’Agriculture et de la Réforme agraire                                          | Othmane Demnati                |
| Ministre de la Jeunesse et des Sports                                                       | Abdellah Belkziz               |
| Ministre du Commerce, de l’Industrie et de la Privatisation                                 | Moulay Zine Zahidi             |
| Ministre des Habous et des Affaires islamiques                                              | Abdelkebir M’Daghri Alaoui     |
| Ministre de l’Emploi, de l’Artisanat et des Affaires sociales                               | Mohamed Ouadghiri              |
| Ministre de l’Energie et des Mines                                                          | Driss Alaoui M’Daghri          |
| Ministre des Affaires culturelles                                                           | Mohammed Allal Sinaceur        |
| Ministre de l’Habitat                                                                       | Abderrahman Boufettas          |
| Ministre délégué auprès du Premier ministre chargé des Affaires administratives             | Aziz Hasbi                     |
| Ministre du Commerce extérieur, des Investissements extérieurs et du Tourisme               | Hassan Abouyoub                |
| Ministre délégué auprès du Premier ministre chargé des Marocains Résidents à l’Etranger     | Rafiq Haddaoui                 |
| Ministre délégué auprès du Premier ministre chargé des Affaires économiques et sociales     | Mohamed M’Daghri Alaoui        |
| Secrétaire d’Etat aux Affaires étrangères                                                   | Ahmed Cherkaoui                |
| Secrétaire d’Etat auprès du Premier ministre chargé des Affaires générales                  | Abderrahman Sbaï               |
| Sous-secrétaire d’Etat auprès du ministre de l’Intérieur chargé de l’environnement          | Chaouki Sarghini               |